# ボーダーズ・グループ

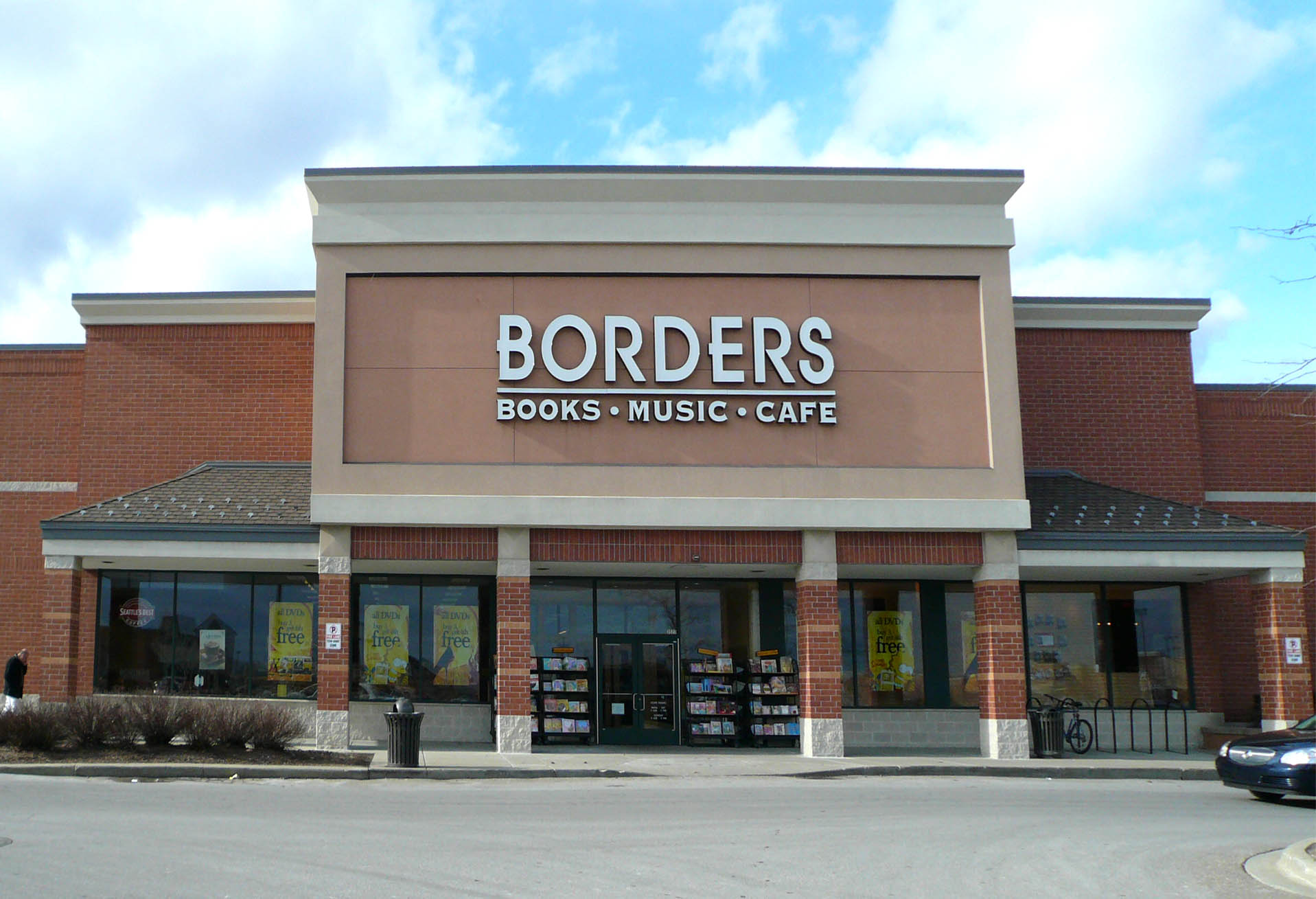
ボーダーズの店舗

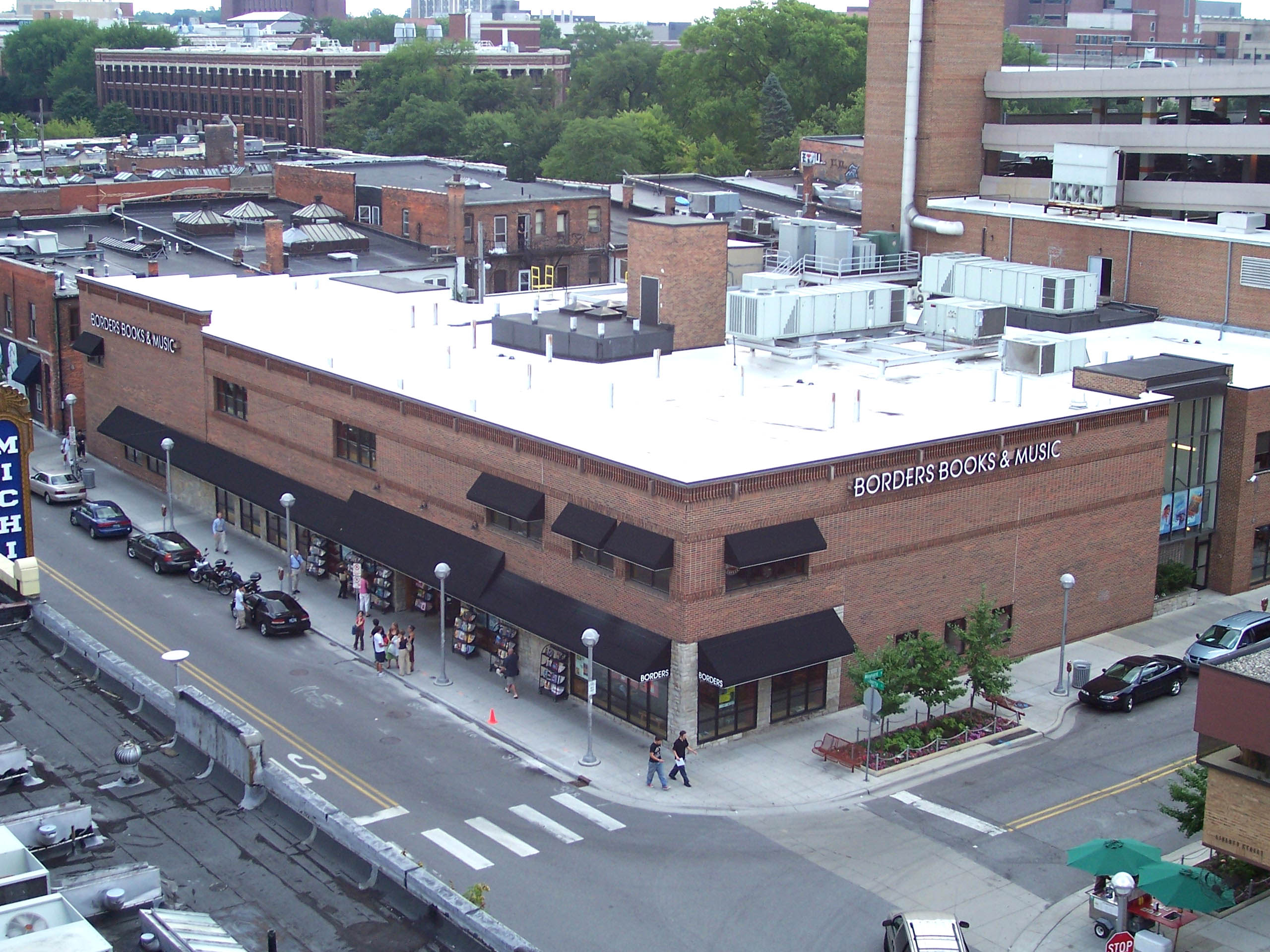
ミシガン州アナーバーの本店

ボーダーズ・グループ（Borders Group）はアメリカ合衆国ミシガン州アナーバーにかつて拠点を置いていた国際的な書店チェーン。Amazon.comの台頭を受け、2011年に経営破綻した。
過去フォーチュン500に挙げられる企業だったこともあり、アメリカ合衆国では2005年にはバーンズ・アンド・ノーブルに次いで2番目に大きい書店チェーンであった。書籍、CD、DVD、定期刊行物、ギフトと文房具を販売していた。2006年にはアメリカ国内に約500のボーダーズ店と、ショッピングモール内のテナントとして、約700のボーダーズ・エキスプレス店（Borders Express）およびウォルデン・ブックス店（Waldenbooks）を経営していた。
2011年2月16日、同社は連邦倒産法第11章の適用を申請したことを発表した。ライバル企業のバーンズ・アンド・ノーブルは同年9月にボーダーズの保有するブランド、サービスを買収することを発表した。連邦倒産法第7章（破産処理）への適用に変更、2011年9月に全店舗の営業を停止し、10月にはウェブサイトもバーンズ・アンド・ノーブルへのリダイレクトとなった。

## 歴史

### 創業期
ボーダーズの第1号店は、1971年に当時ミシガン大学の学生であったトム・ボーダーズとルイス・ボーダーズ兄弟により、ミシガン州アナーバーに設立された。ボーダーズ・グループの本社もアナーバーにあり、ボーダーズの本店もアナーバーのダウンタウンにあった。 ボーダーズ兄弟が開発した書籍在庫管理システムは、各店の在庫を地域の状況に合わせ最適化することが出来る優れたものであった。同時期に設立された姉妹会社であるBook Inventory Systems社（1971年 - 1994年）は卸売業者として営業し、兄弟が開発した書籍在庫管理システムも販売を行った。この会社は独立系の書店を中心に営業し、ボーダーズの大規模店の拡大が始まる1990年前半までは、ボーダーズ店舗よりも独立系の書店のほうが取引額は多かった。

### Kマートとウォールデン・ブックス
ボーダーズは、Kマートによって1992年に買収された。当時ボーダーズのライバルであったウォールデン・ブックスも、その8年前の1984年にKマートに買収されていたため、その後1995年に自社株の買戻しが実現した際に、ボーダーズ・ウォールデン・グループ（Borders-Walden Group）を作る事が実現し、後にボーダーズ・グループと改名された。

### 国際展開
1997年同社はシンガポールに、当時現地では最大規模の32,000平方フィートもの面積を占める最初の海外店舗を設立した。それ以降、イギリス、アイルランド、オーストラリア、およびニュージーランドで合計40店舗、およびイギリスでBooks etc.ブランドの店舗を35店舗オープンしている。 しかし、イギリス国内での過酷な市場競争に晒された結果、これら多くのBooks etc.店は今後閉店し、郊外のショッピングパークにある大規模なボーダーズ店に置き換えられる予定であった。 2006年第3四半期においてシンガポールの店舗はグループ全体の559店舗の中で、単位面積あたり最も高い収益を上げた。米国領土内で最も高い利益を上げていたのは、改装し面積を拡張したプエルトリコの店舗であった。

### フランチャイズ戦略
2005年4月に、ボーダーズ・グループはマレーシアのベルジャヤ・グループ（Berjaya Group）と共同で、クアラルンプールに最初のフランチャイズ店を開設した。その店舗は、単一の工期で建築されたものとしては世界最大のショッピングセンターであるベルジャヤ・タイムズ・スクエア（Berjaya Times Square）の中にあった。この店舗は60,000平方フィートの広さを持つ世界最大のボーダーズ店であると宣伝されていた。その後、マレーシアでの2番目の店をスランゴール州プタリン・ジャヤ（Petaling Jaya）に、3番目の店をペナン州のクイーンズベイ・モール（Queensbay Mall）に開店した。これらの店舗はボーダーズ・グループ倒産後も、ブランド使用権を行使しベルジャヤ・グループにより営業継続している。2011年のボーダーズは2006年10月にアラブ首長国連邦の首都ドバイのモール・オブ・ジ・エミレーツ（Mall of the Emirates）にフランチャイズ店を開店し、この店舗も2011年のボーダーズ・グループ倒産後も営業中。

## 経営戦略

### 子会社
ボーダーズは、イギリスの大手、文具・ギフト小売業者であるPaperchase Products社の株式の大部分を所有しており、自社店舗でそれらの製品を販売していた。

### シアトルズベストコーヒーとの提携
2004年にボーダーズは、スターバックスの子会社であるシアトルズベストコーヒーと国内の大型店舗内でシアトルズベストコーヒーのブランドでカフェを営業することで合意に達した。ボーダーズのライバル企業であり、アメリカ最大手の書店チェーンであるバーンズ・アンド・ノーブルの大型店舗内では、スターバックス社がスターバックスのブランドでカフェを営業していた。

### 経営計画の変更
2007年3月、ボーダーズ・グループは、保有するウォールデン・ブックス・アウトレットの店舗数を次年度までに約半数の300店まで縮小する計画を発表した。また、同社は、Amazon.comとの販売提携が終了すると発表した。アマゾンはそれまで、ボーダーズのオンライン販売業務を委託されていたが、2008年にはボーダーズ自社によるウェブ販売サイトが開始されることとなった。

### 携帯音楽プレーヤーの取扱変更
2006年に、ボーダーズはiPodとiPod関連アクセサリーの販売を中止し、代わりに対抗するデジタルオーディオプレーヤーであるマイクロソフト製Zuneの販売を開始した。